# 老县镇
老县镇，是中华人民共和国陕西省安康市平利县下辖的一个乡镇级行政单位。

## 行政区划
老县镇下辖以下地区：
太山庙村、老县村、铺子村、大营盘村、龙王沟村、万福山村、木瓜沟村、贾家梁村、马安山村、申家沟村、蒋家坪村、七里沟村、凤桥村、金桂村、狮子寨村、东河村、桂花沟村、财神庙村和女娲山村。